# Arthroleptis zimmeri
Arthroleptis zimmeri är en groddjursart som först beskrevs av Ahl 1925.  Arthroleptis zimmeri ingår i släktet Arthroleptis och familjen Arthroleptidae. IUCN kategoriserar arten globalt som otillräckligt studerad. Inga underarter finns listade i Catalogue of Life.